# The Peel Sessions Album (Wire)
The Peel Sessions Album è un album live della post-punk band inglese Wire.

## Tracce
1. Practice Makes Perfect – 3:38
2. I Am the Fly – 3:49
3. Culture Vultures – 1:57
4. 106 Beats That – 1:07
5. The Other Window – 2:22
6. Mutual Friend – 4:16
7. On Returning – 2:08
8. Indirect Enquiries – 4:19
9. Crazy About Love – 15:27

## Formazione
- Colin Newman - voce, chitarra
- Lewis - voce secondaria, basso
- B. C. Gilbert - chitarra
- Robert Gotobed - batteria